# Липовка (приток Кондурчи)
Липовка (в верховье Сантаиловка) — река в России. Устье реки находится в 168 км по левому берегу реки Кондурча, к западу от села Кошки. Длина реки составляет 70 км, площадь водосбора — 1020 км². Протекает по территории Кошкинского и Сергиевского районов Самарской области. Исток — в Казённом лесу возле села Успенка.

## Притоки
(км от устья)
- 6,9 км: Чесноковка (лв)
- 18 км: Быковка (лв)
- 28 км: Иржа (лв)
- Денгиз (пр)
- Королевка (лв)
- 49 км: Кильна (пр)
- Гундоровка (пр)

## Данные водного реестра
По данным государственного водного реестра России относится к Нижневолжскому бассейновому округу, водохозяйственный участок реки — Сок от истока и до устья, речной подбассейн реки — подбассейн отсутствует. Речной бассейн реки — Волга от верховий Куйбышевского водохранилища до впадения в Каспий.